# ليلا بروكس
ليلا بروكس هي متزلجة كندية، ولدت في 7 فبراير 1908 في تورونتو في كندا، وتوفيت في 11 سبتمبر 1990.